# آلن اسلاموویچ
علی با نام هنری آلن اسلاموویچ  (زاده ۱۷ اوت ۱۹۵۷) خواننده راک بوسنیایی است. او بیشتر به عنوان خواننده اصلی گروه‌های راک بوسنیایی و یوگسلاویایی از سال ۱۹۸۱ تا ۱۹۸۶ شناخته می شود.
علیا اسلاموویچ با نام اصلی آلن اسلاموویچ در بیهاچ در خانواده‌ای بوسنیایی از روستای مجاور سوکولاتس به دنیا آمد، جایی که دو سال و نیم اول دوران نوزادی خود را در آنجا گذراند. این کودک خردسال با یک برادر بزرگتر بزرگ شد.   به محض اینکه پدرشان در بیهاچ کاری پیدا کرد، تمام خانواده به شهر مهاجرت کردند. اسلاموویچ اولین بار در اواخر دهه ۱۹۶۰ از طریق برادرش که یک صفحه گرامافون به خانه آورده بود، به موسیقی آشنا شد.

## زندگی شخصی
اسلاموویچ در حال حاضر در بیهاچ زندگی می کند. او متاهل و دارای دو دختر است. او بودجه ساخت باشگاه تنیس اونا جم در بیهاچ را تأمین کرد و رئیس آن است.